# بيلويارسكيي (سفيردلوفسك)
بيلويارسكيي (بالروسية: Белоярский) هي مدينة في مقاطعة سفيردلوفسك أوبلاست في روسيا.
يبلغ عدد سكانها حوالي 12488 نسمة.